# 合古卷叶蛛
合古卷叶蛛（学名：Archaeodictyna consecuta）为卷叶蛛科古卷叶蛛属的动物。分布于古北区以及中国大陆的新疆、河北等地，主要栖息于草丛、果园以及农田。